# Юров, Юрий Яковлевич
Юрий Яковлевич Юров (30 декабря 1914, Белосток — 19 февраля 1995, Санкт-Петербург) — советский конструктор антенной техники, c 1955 года профессор кафедры теоретических основ радиотехники ЛЭТИ. Создатель первой антенны с электрическим сканированием (1955 год).

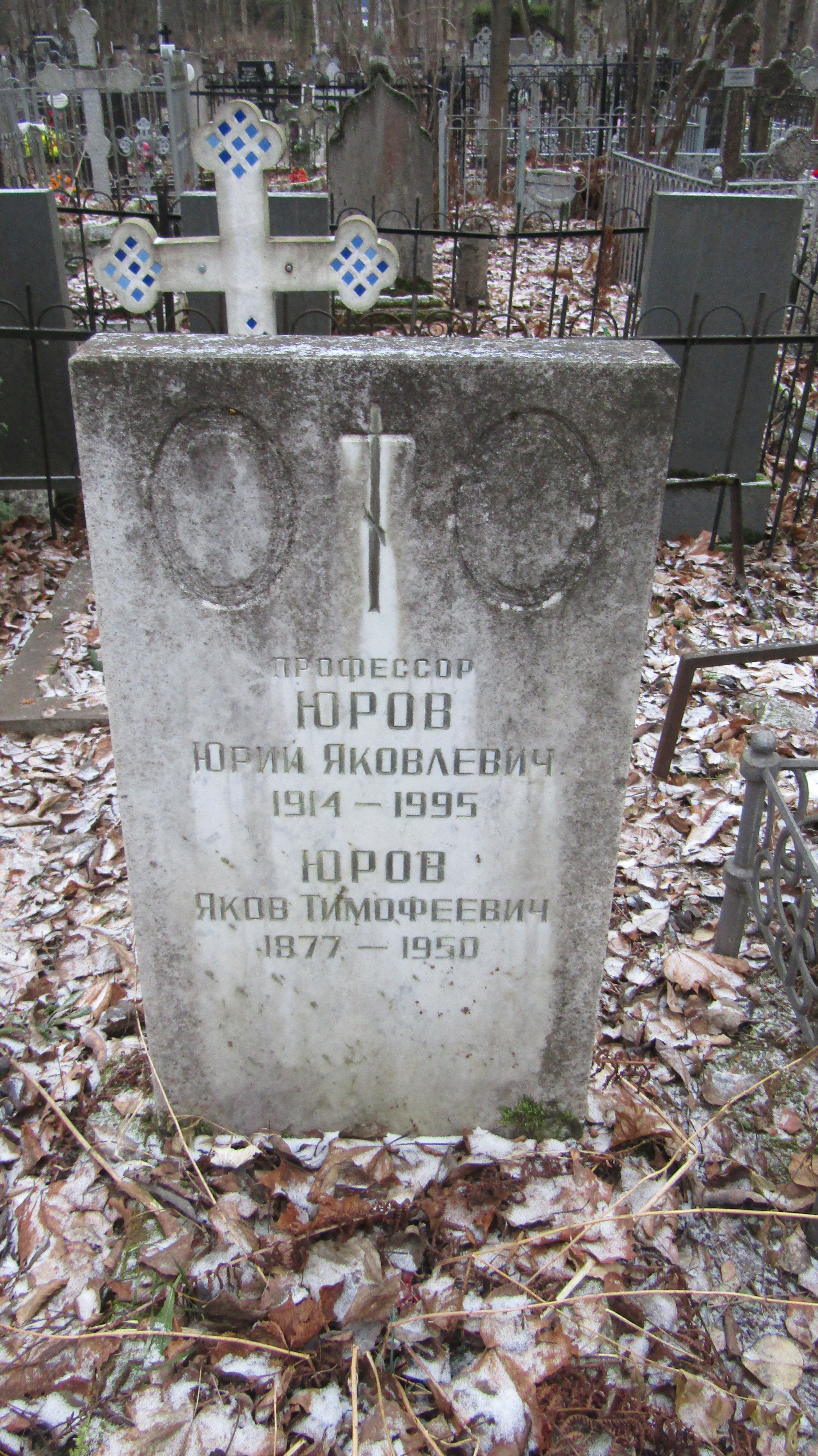
Могила Юрова Ю.Я. Серафимовское кладбище, Санкт-Петербург.

## Биография
Окончил (1937) ЛЭТИ по специальности "Электроаппаратостроение". К.т.н (1941), д.т.н. (1950), профессор (1953). 